# Шарод
Шарод (мађ. Sarród) је град у северној Мађарској, у жупанији Ђер-Мошон-Шопрон (Győr-Moson-Sopron megye). Лежи поред Националног парка Ферто-Ханшаг, који је на листи светске баштине.
Садашњи делови села су се састоје се од три некадашња независна насеља: Шарод, Фертеујлак и Њарлигет.
- Име Фертеујлак пре промене имена у 1970 је било Мексикопуста (Mexikópuszta).
- Њарлигет је настао од некадашњег назива Њарашмајор (Nyárasmajor).

## Локација
Насеље се налази 2 километра северно од Фертеда, 6 километара југозападно од Помођа (Pamhagen), који сада припада Аустрији. Међу већим градовима у околини, налази се на 15 километара од Капувара и 30 километара од Шопрона. Бициклистичка стаза га повезује са Мошонбанфалвом (Apetlon) и Помођем.
Изграђена је на рузвишењу између језера Ферте и Хансага узвишеног дела у Аустрији. Већина његове границе пада на ивицу напуштеног корита језера. Ферте је некада стизао до сеоских башти, али се данас налази на неколико километара од села. Река Ферте је већ дуже време стално мењала своје водено подручје, понекад потпуно пресушујући. Напуштено језерско корито постало је обрадиво земљиште. Са надморском висином од 112–113 метара, село је једно од најнижих подручја у целом региону.

## Историја и данашњи живот

### Историја Шарода
На простору око данашње школе и цркве пронађени су трагови најстаријег насеља. Подручје око Шарода било је насељено већ у најранијим временима историје. Године 1874. гроф Бела Сечењи је открио артефакте из каменог доба у пресушеном кориту реке Ферте. Према његовој претпоставци, овде је био конак, а гробље на брдима. Према речима археолога Лајоша Беле, резиденција је можда била удаљенија и налази су завршили у кориту реке Ферте због сталне промене воде. Око 1890. године Акос Шефер, адвокат из Капувара, пронашао је шест скелета на обали, који су лежали на натколеници сатканој од трске. Михај Покер, учитељ из Шарода,  1930-их и пронашао скупљени скелет, поред глинене посуде која је потицала из првог дела бронзаног доба. Римски налази пронађени су у винограду Керекто. После освајања, у 9. веку, у околину су се населили Печенези. Насељени Мађари и Печенези имали су задатак да бране од римско немачких напада.
Први помен Шарода се јавља у документу из 1313. године, који показује да је то било организовано село и да је имало судију. Један документ из друге половине 13. века приказује сеоски печат: „Sigilla in oppida Sarród”. Можда је био значајан центар у локалном смислу, а вероватно је служио и као гранична тврђава. Мочварна околина учинила га је погодним за ово. Трајект Ферте у Шароду припадао је породици Осл 1420. године. На насипу између Шарода и Помођија била је сува царинарница. Село је 1334. године било у власништву породице Оштфи, а затим је деобом 1359. године припало Јаношу Оштфију. Године 1431. Оштфи су укључили манастир Чорна у своје имање.
Забележено је да су током Ракоцијевог рата за независност, трупе у пролазу скупљале су данак из села дуж реке Ферте. Године 1710. куга је уништила трећину становништва села. Народ се молитвама обраћао Богу, обећавајући да ће, када се епидемија заврши, подићи кип у част тог дана и посветити га. Епидемија је завршена 4. септембра 1714. године, на имендан Розалија и подигнута је статуа је као вечна успомена. А да би смрт заменио живот, на тај дан село се сваке године опрашта гозбама и гостопримством. Село се побунило против Сечењија 1746. због споразума о десетини. Суд је пресудио по овом питању. За време владавине Марије Терезије спроведен је феудални систем, чији је водећи принцип био да се „помогне” кметовима да постану порески обвезници. Према урбаријуму из 1767. године, власници су били породица Естерхази, Жигмонд Сечењи, Лајош Оштфи и племићка породица Хорват. Сародијци су били наследни кметови.

### Мексикопуста (након промене имена: Фертеујлак)
У почетку су на месту насеља стајале само 2 колибе, али са почетком пољопривредних радова почела је изградња кућа. Трска се ширила по пустари а једини излаз из Шарода био је чамцем.
Њена пешачка веза била је само са селом Помођ. Област је припадала породици Естерхази, али пошто је то било пусто место, изнајмили су је Магетију, који је био италијанског порекла. Све више и више површина је довођено под култивацију. Неколико људи је овде закупило оранице и пашњаке. Виногради су добили имена по овим закупцима. Поред салаша се простирало око 200 kh јалове слане воде, која је исушена 1941. године.
Као резултат дренаже, трска која је била изгубљена замењена је на површини са карбонатном или сапунском содом (шаш). Године 1941. било је већ десет станова. Конвенционалне слуге су такође помагале у пољопривредним пословима. Људи који тамо живе добили су приступ земљи тек након 1945. године.

## Страна имена
На немачком језику назив насеља је Schrollen. На хрватском језику место има два имена: Хрвати Хидешега су га звали Šarot, а Хрвати Фертехомока Šrolna.

## Становништво
Током пописа из 2011. године, 88,1% становника изјаснило се као Мађари, 0,5% Бугари, 0,2% Роми, 0,3% Хрвати, 0,2% Пољаци, 9,9% Немци, 0,2% Срби, 0,2% Словаци (10,7% се није изјаснило; због 10 укупан број мајки већи). Верска дистрибуција је била следећа: римокатолици 73,1%, реформисани 1,2%, лутерани 1,6%, неденоминациони 4,5% (18,9% се није изјаснило).
2022. године, 87,9% становништва се изјаснило као Мађари, 7,2% као Немци, 0,5% као Румуни, 0,3% као Хрвати, 0,2% као Роми, 0,2% као Словаци, 0,1-0,1% као Пољакиње, Грке и Украјинци, 2,1% као други, недомаћини нису могли бити већи од националности 100%). Према њиховој религији, 51% су били римокатолици, 2,4% калвинисти, 1,6% лутерани, 0,2% гркокатолици, 0,5% остали хришћани, 0,5% остали католици, 8,5% неконфесионални (35% није одговорило).